# دوغ بيرد (لاعب كرة قاعدة)
دوغ بيرد (بالإنجليزية: Doug Bird) هو لاعب كرة قاعدة أمريكي، ولد في 5 مايو 1950 في كورونا في الولايات المتحدة.

## وصلات خارجية
- دوغ بيرد على موقع دوري كرة القاعدة الرئيسي (الإنجليزية)
- دوغ بيرد على موقعبيزبول رفرنس.كوم (الدوري الرئيسي) (الإنجليزية)
- دوغ بيرد على موقعبيزبول رفرنس.كوم (الدوري الثانوي) (الإنجليزية)
- دوغ بيرد على موقع إي إس بي إن.كوم (أم.أل.بي) (الإنجليزية)
- دوغ بيرد على موقع مشجعي الرسوم البيانية (الإنجليزية)